# Charles-Ernest-Adolphe de Hoff
Pour l’article homonyme, voir Hoff.
Charles-Ernest-Adolphe de Hoff est un homme d’État et géologue allemand, né le 1er novembre 1771 à Gotha (Duché de Saxe-Gotha-Altenbourg), mort le 24 mai 1837.

## Biographie
Il est nommé en 1792 secrétaire de légation auprès de la chancellerie secrète de Gotha ; il est, à ce titre, chargé de remplir plusieurs missions diplomatiques, puis devient conseiller de chancellerie en 1813. Il exerce quelque temps les fonctions de ministre de l'instruction publique du duc de Saxe-Cobourg puis celle d'inspecteur des travaux de l’observatoire de Seeberg.
On a de lui plusieurs ouvrages de référence sur la géologie de l'Allemagne, notamment une étude de la forêt de Thuringe publiée en deux volumes au début du XIXe siècle, mais aussi un traité politique (Gotha, 1838).

## Œuvres
- Description du Thûringerwald sous tous les rapports (Gotha, 1807-1812, 2 vol.)
- Histoire des changements que la tradition ou les écrivains nous attestent être survenus à la surface de la terre (1822-1834, 3 vol.)
- Description statistique et topographique des pays saxons (1820)
- Détermination des hauteurs des montagnes de la Thuringe et des environs (1833)
- L’Allemagne au point de vue de sa constitution naturelle et d’après l’état de sa politique passée et contemporaine (Gotha, 1838)